# Klassenverhältnisse
Klassenverhältnisse ist ein deutscher Spielfilm des französischen Regisseurs Jean-Marie Straub und seiner Partnerin Danièle Huillet aus dem Jahr 1984. Es handelt sich um eine Verfilmung von Franz Kafkas unvollendetem Roman Der Verschollene.

## Handlung
Von seinen Eltern verstoßen, wandert der junge Karl Roßmann im frühen 20. Jahrhundert in die USA aus. Kaum in Amerika angekommen, noch an Bord des Schiffes begegnet er zufällig seinem reichen amerikanischen Onkel. Dieser nimmt sich Karl an und protegiert ihn. Als er jedoch einem Freund des Onkels einen Gefallen tut, wird er von seinem Onkel vor die Tür gesetzt. Karl zieht nun mit Delamarche und Robinson, die er in einem Gasthaus kennengelernt hat, herum, um Arbeit zu finden. In einem Hotel findet er einen Job als Liftboy. Diesen verliert er aber wieder, nachdem er den betrunkenen Robinson mit in den Schlafsaal mitgenommen hat. Ihm wird sogar Diebstahl und Trunksucht vorgeworfen. Im Laufe der Zeit passieren Karl weitere Missgeschicke und er muss viele Erniedrigungen erleiden. Am Ende landet Karl im Theater von Oklahoma, wo er erst einmal einfache technische Arbeiten durchführt.

## Hintergrund

### Titel
Der vom Marxismus geprägte Begriff „Klassenverhältnisse“ erscheint zunächst unpassend für einen Film, der auf einem Romanfragment basiert, in dem es immer wieder eher um Machtverhältnisse in Hierarchien geht – noch an Bord des Schiffes, im Hotel, bei Brunelda – oder auch um widerspruchsloses Erdulden von ausgeübter Macht als um Machtverhältnisse von Klassen. Im Gespräch mit Wolfram Schütte hat Jean-Marie Straub dazu gesagt: „Der Titel ist gewiß plakativ; aber wenn der Film tatsächlich, plakativ von Klassenverhältnissen geredet hätte, dann hätte ich ihn nicht so genannt. Gerade weil er es nicht tut, war der Titel gut.“ Im Cover-Text der DVD des Films wird für das Verfahren Straub/Huillets der Begriff „Allegorie“ gebraucht; es heißt dort: „Franz Kafkas Romanfragment Der Verschollene wird in der filmischen Adaption von Danièle Huillet und Jean-Marie Straub zu einer Allegorie über die kapitalistische Gesellschaft.“

### Dreharbeiten
Die Dreharbeiten fanden von Anfang Juli bis Ende September 1983 statt. Der Drehplan verzeichnet für den Zeitraum 2. Juli bis 24. September 1983 Aufnahmen an zwanzig Orten, überwiegend in Hamburg und Umgebung sowie an Bord des Schiffes Melbourne Express. Nur der Blick vom Wasser aus auf die Freiheitsstatue, am Anfang des Films, und, am Ende des Films, die Einstellungen im Zug und vom Zug aus auf den Missouri sind in den USA aufgenommen.   

### Einstellung 1
Die erste Einstellung des Films, noch vor dem Vorspann und ohne erklärendes Insert odgl., zeigt das von Hansjörg Wagner gestaltete Denkmal des Freibeuters Klaus Störtebeker, damals noch an seinem Standort am Hamburger Brooktor. 

### Dokumentation
Harun Farocki, Darsteller des Delamarche, hat die Textproben zu einigen Szenen im März 1983 und die Dreharbeiten einiger Einstellungen im August 1983 in einem eigenen Film dokumentiert. Die Kurzfassung seines Films – Titel: Jean-Marie Straub und Danièle Huillet bei der Arbeit an einem Film nach Franz Kafkas Romanfragment „Amerika“ – lief noch vor der Premiere von Klassenverhältnisse im ARD-Fernsehen; die Langfassung – Titel: Arbeiten zu „Klassenverhältnisse“ von Danièle Huillet und Jean-Marie Straub – wurde später zuerst im Filmmuseum München gezeigt und ist als Extra der Doppel-DVD von Klassenverhältnisse der Edition Filmmuseum enthalten.

## Rezeption
Eindrücke der Reaktion eines Teils des Publikums bei der Premiere des Films auf der Berlinale 1984 schilderte Hellmuth Karasek in einem SPIEGEL-Artikel: „Rechts neben mir vergräbt eine blonde Frau immer wieder ihren Kopf in die Vorderlehne. Zwei Plätze links von mir schnorchelt ein bekannter Berliner Filmkritiker eine halbe Stunde lang gegen Straub an und verläßt dann das Kino. Bis ins letzte Drittel hinein gehen alle paar Minuten zwei, drei, vier Leute. [...] Angesichts der gleichförmigen Unerbittlichkeit des Straub-Films verwundern einen eigentlich nur die so spät Gehenden. Haben sie noch nach über einer Stunde auf eine Wende in ihrem Sinne gehofft? [...] Andere sagen jetzt [nach Ende des Films] vor allem «Scheiße».“
Entsprechend polarisiert war die Reaktion der Presse beim Kinostart des Films im September 1984.
In der Kölnischen Rundschau war zu lesen, Straub-Huillet hätten ihrer „unglückseligen Neigung zur deutschen Literatur ein karges Laienstückchen in putzigem Aufsagedeutsch ab[ge]trotzt“, und in der Stuttgarter Zeitung schrieb jemand, der Film wäre nur „für ein klitzekleines Experimentalfilmfestival von gestern“ geeignet.
Dagegen, stellvertretend für positive Resonanz:

„Überwältigend, und überwältigend schön: die lange letzte Einstellung des ungewöhnlichen, sehenswürdigen und – genau so wichtig – hörenswürdigen Filmes „Klassenverhältnisse“, den Danièle Huillet und Jean-Marie Straub nach Franz Kafkas Amerika-Roman ‚Der Verschollene‘ gedreht haben.“

## Auszeichnungen
Der Film nahm am Wettbewerb der Berlinale 1984 teil und erhielt eine lobende Erwähnung.

## DVD
- Danièle Huillet / Jean-Marie Straub, Klassenverhältnisse. (Doppel-DVD mit umfangreichem Bonus-Material. Edition Filmmuseum 11, herausgegeben von Film & Kunst GmbH in Zusammenarbeit mit dem Österreichischen Filmmuseum und dem Filmmuseum München, 2007.)